# Paul de Segni
Paul de Segni, mort en 1285, fut un noble italien ainsi qu'un frère franciscain. Il fut nommé évêque de Tripoli de 1261 jusqu'à sa mort en 1285 et servit également comme légat pontifical dans les royaumes allemands et italiens.
Il était l'un des ecclésiastiques les plus importants d'Orient lors du deuxième concile de Lyon en 1274. Après 1275, il fut impliqué dans un conflit avec l'évêque de Tortose Barthélemy Mansel qui le conduisit à Rome. Il passa les cinq dernières années de sa vie en Italie.

## Famille
Paul de Segni était issu de la famille noble romaine des comtes de Segni et possédait des terres dans les État pontifical. Il était frère de l'ordre franciscain et « confrater » de l'ordre du Temple.
Sa sœur, Lucie, était l'épouse du prince Bohémond V d'Antioche et donc la mère de Bohémond VI.

## Biographie

### Évêque de Tripoli
C'est grâce à l'influence de sa sœur et de son neveu que Paul fut nommé évêque de Tripoli peu avant octobre 1261. Il succéda à Opizo, mentionné pour la dernière fois en juillet 1259 et probablement décédé au moment de l'invasion mongole de 1260 (en). Opizo avait excommunié Bohémond VI d'Antioche, mais le pape Urbain IV accorda à Paul une grande latitude pour traiter le cas de son neveu pendant que l'affaire était sub judice. L'influence de Paul permit à de nombreux chevaliers romains de se mettre au service de Bohémond.
En 1274, Paul conduit une délégation venue d'Orient pour assister au deuxième concile de Lyon. Guillaume de Beaujeu, le Grand Maître du Temple, fait partie de la délégation. Il partage la présidence du concile avec deux autres franciscains : Bonaventure et Eudes Rigaud.
Après la mort de Bohémond VI en 1275, sa veuve, Sibylle d'Arménie, invita l'évêque de Tortose Barthélemy Mansel à assurer la régence de son jeune fils, Bohémond VII. Barthélemy étant également vicaire du patriarche latin d'Antioche absent, Opizzo Fieschi, cela entra en conflit avec Paul. Depuis la chute d'Antioche en 1268, Tripoli était le siège du gouvernement princier. Après s'être installé à Tripoli, Barthélemy, qui surpassait Paul tant spirituellement que laïquement, se rangea du côté des détracteurs de Paul parmi les barons autochtones. Il en résulta des émeutes au cours desquelles plusieurs chevaliers romains furent tués. Paul fut contraint de se placer, lui et ses biens, sous la protection des Templiers où il bénéficiait du soutien indéfectible de Guillaume de Beaujeu.
Le conflit entre Paul et Barthélemy fut aggravé par un différend entre Barthélemy et le seigneur du Gibelet Guy II Embriaco. Guy avait en effet arrangé le mariage de son frère Jean avec l'héritière d'Hugues l'Aleman, empêchant Barthélemy de la marier son neveu. En 1277, cette querelle conduisit à une guerre ouverte entre le seigneur du Gibelet et les Templiers d'un côté, et le gouvernement de Bohémond, dirigé par Barthélemy et Sibylle, de l'autre. Dans une lettre au pape Nicolas III, Paul accusait Bohémond d'avoir saisi ses biens, emprisonné ses serviteurs et attaqué sa demeure. Bien qu'il excommunia le prince et plaça la ville sous interdit, le clergé qui lui obéissait fut puni par Bohémond. Barthélemy, agissant en tant que vicaire patriarcal, absout Bohémond de l'interdiction et le prince finit par forcer Paul à quitter la ville.

### Italie et Allemagne
À l'automne 1278, Roger de Saint-Severin et Nicolas Lorgne arrivèrent à Tripoli pour servir de médiateurs entre le prince et l'évêque. Le 18 septembre, un accord fut signé entre Paul et Bohémond. Le pape convoqua Barthélemy à Rome pour répondre aux accusations portées contre lui par Paul. Ce dernier se rendit en personne à Rome pour plaider sa cause en 1279 et ne revint jamais à Tripoli. En son absence, il délégua le chanoine Pierre Orlando de Valmoton comme vicaire. Paul et le pape Nicolas étaient tous deux décédés lorsque Barthélemy, obéissant tardivement à la convocation, arriva à Rome en 1285 et le pape Martin IV ordonna l'abandon des poursuites.
Paul passa les cinq dernières années de sa vie principalement en Italie. Il fut occasionnellement légat du pape, notamment lors des négociations entre le roi des Romains Rodolphe Ier de Habsbourg et le roi de Sicile Charles Ier d'Anjou. Il fut envoyé à la cour de Rodolphe en juin 1279 afin d'obtenir la reconnaissance de Rodolphe pour la succession de Charles au comté de Provence et une alliance entre les deux, scellée par le mariage du petit-fils de Charles, Charles Martel, avec la fille de Rodolphe, Clémence. Il reçut de nouvelles instructions du pape Nicolas dans une lettre datée du 23 janvier 1280.
Paul mourut en 1285 et il fut le dernier évêque catholique résident de Tripoli.